# Le Bois-Robert
Pour les articles homonymes, voir Bois (homonymie) et Bois (communes).
Le Bois-Robert est une commune française située dans le département de la Seine-Maritime en région Normandie.

## Géographie

### Localisation
La commune est située dans le pays de Bray. Elle domine la rive gauche de la vallée de la Varenne. Jusqu'en 2015, elle faisait partie du canton de Longueville-sur-Scie.

### Hydrographie
La commune est située dans le bassin Seine-Normandie. Elle n'est drainée par aucun cours d'eau,.

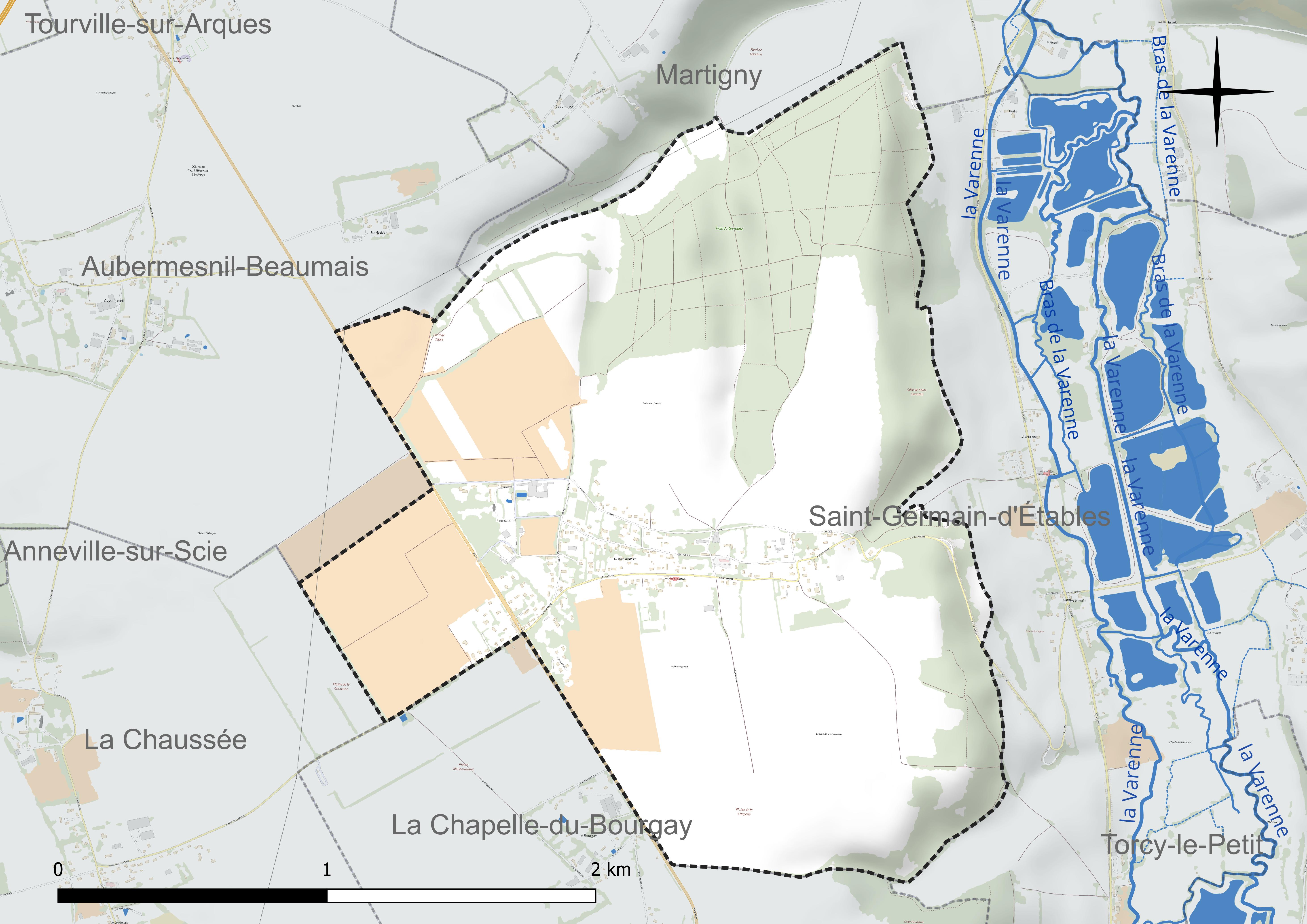
Réseau hydrographique du Bois-Robert.

### Climat
Pour des articles plus généraux, voir Climat de la Normandie et Climat de la Seine-Maritime.
En 2010, le climat de la commune est de type climat océanique franc, selon une étude du CNRS s'appuyant sur une série de données couvrant la période 1971-2000. En 2020, Météo-France publie une typologie des climats de la France métropolitaine dans laquelle la commune est exposée à un climat océanique et est dans la région climatique Côtes de la Manche orientale, caractérisée par un faible ensoleillement (1 550 h/an) ; forte humidité de l’air (plus de 20 h/jour avec humidité relative > 80 % en hiver), vents forts fréquents. Parallèlement le GIEC normand, un groupe régional d’experts sur le climat, différencie quant à lui, dans une étude de 2020, trois grands types de climats pour la région Normandie, nuancés à une échelle plus fine par les facteurs géographiques locaux. La commune est, selon ce zonage, exposée à un « climat maritime », correspondant au Pays de Caux, frais, humide et pluvieux, légèrement plus frais que dans le Cotentin.
Pour la période 1971-2000, la température annuelle moyenne est de 10,4 °C, avec une amplitude thermique annuelle de 13,4 °C. Le cumul annuel moyen de précipitations est de 894 mm, avec 13,4 jours de précipitations en janvier et 8,7 jours en juillet. Pour la période 1991-2020, la température moyenne annuelle observée sur la station météorologique la plus proche, située sur la commune de Dieppe à 11 km à vol d'oiseau, est de 11,3 °C et le cumul annuel moyen de précipitations est de 805,2 mm,. Pour l'avenir, les paramètres climatiques de la commune estimés pour 2050 selon différents scénarios d’émission de gaz à effet de serre sont consultables sur un site dédié publié par Météo-France en novembre 2022.

## Urbanisme

### Typologie
Au 1er janvier 2024, Le Bois-Robert est catégorisée commune rurale à habitat dispersé, selon la nouvelle grille communale de densité à sept niveaux définie par l'Insee en 2022.
Elle est située hors unité urbaine. Par ailleurs la commune fait partie de l'aire d'attraction de Dieppe, dont elle est une commune de la couronne,. Cette aire, qui regroupe 62 communes, est catégorisée dans les aires de 50 000 à moins de 200 000 habitants,.

### Occupation des sols
L'occupation des sols de la commune, telle qu'elle ressort de la base de données européenne d’occupation biophysique des sols Corine Land Cover (CLC), est marquée par l'importance des territoires agricoles (62,3 % en 2018), une proportion sensiblement équivalente à celle de 1990 (62,8 %). La répartition détaillée en 2018 est la suivante : 
terres arables (36,7 %), forêts (29 %), cultures permanentes (24,2 %), zones urbanisées (8,7 %), prairies (1,4 %). L'évolution de l’occupation des sols de la commune et de ses infrastructures peut être observée sur les différentes représentations cartographiques du territoire : la carte de Cassini (XVIIIe siècle), la carte d'état-major (1820-1866) et les cartes ou photos aériennes de l'IGN pour la période actuelle (1950 à aujourd'hui).

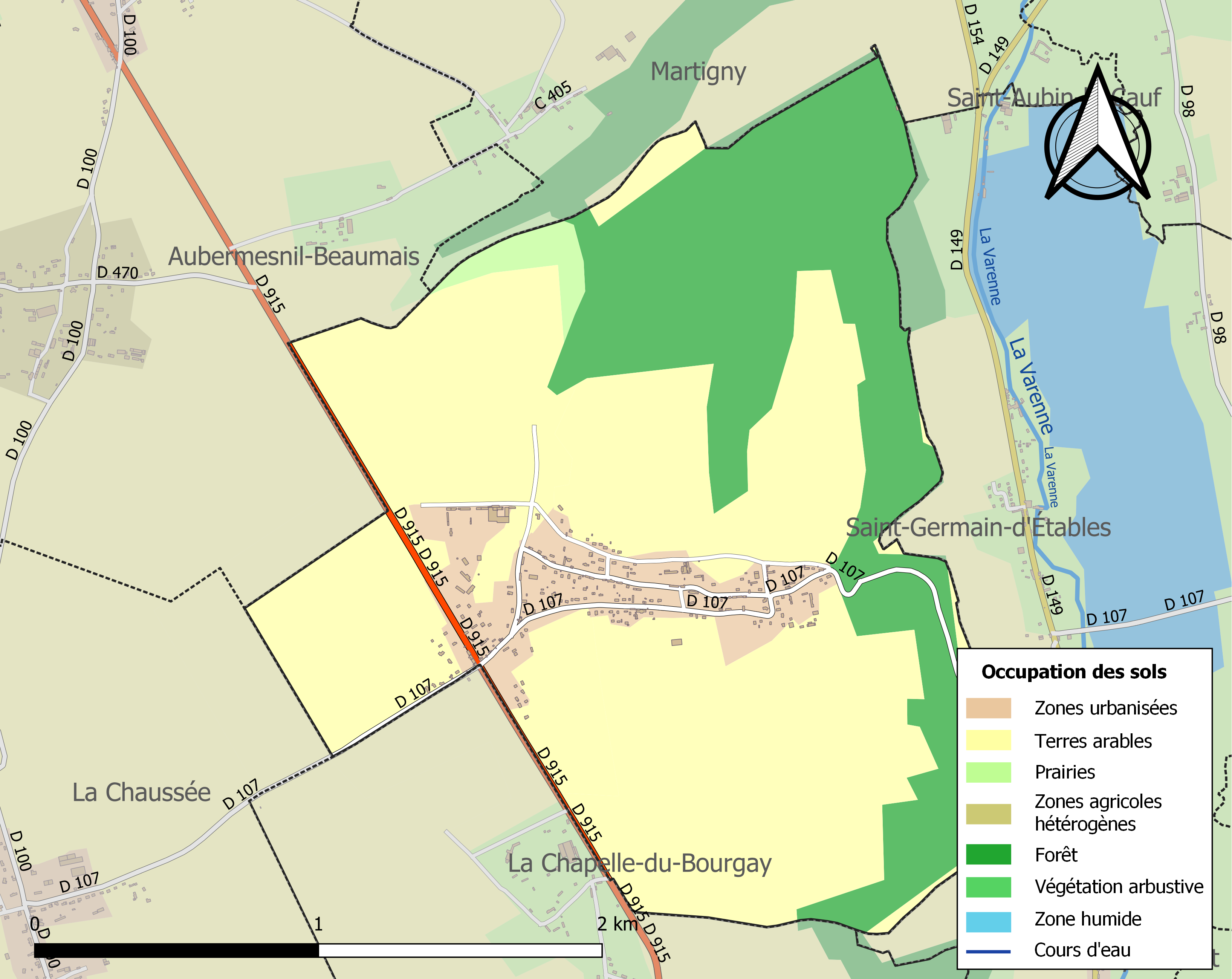
Carte des infrastructures et de l'occupation des sols de la commune en 2018 (CLC).

## Toponymie
Le nom de la localité est attesté sous les formes apud Boscum Roberti vers 1210 ; Presbyter de Bosco Roberti en 1248 ; parrochia de Bosco Roberti en 1291; Boscus Roberti en 1337 (Longnon) ; Seignurie du Boscrobert en 1399 ; Notre Dame du Bosc Robert en Caux en 1414 ; Bosc Robert 1402 et en 1431 (Longnon) ; Ecclesia Beate Marie de Bosco Roberti en 1517 et 1518 ; Saint Hildevert de Boscrobert en 1715 ; Le Boscrobert en 1715 (Frémont) et en 1757 (carte de Cassini) ; Bois-Robert 1953.

## Histoire
Une sépulture franque fut découverte en 1860.

## Politique et administration
| Période                                  | Période                    | Identité           | Étiquette | Qualité |
| ---------------------------------------- | -------------------------- | ------------------ | --------- | --- |
| Les données manquantes sont à compléter. |                            |                    |           | |
| 1831                                     |                            | de Médine          |           | |
| 1860                                     |                            | Molet              |           | |
| 1875                                     | 1898                       | Antoine Legendre   |           | |
| 1908                                     | 1923                       | Marcel Legendre    |           | |
| 1936                                     | 1939                       | Legendre           |           | |
| 1957                                     |                            | Caron              |           | |
| 1974                                     |                            | Legendre           |           | |
| mars 2001                                | mars 2008                  | Francis Crochemore | PCF       | |
| mars 2008                                | En cours (au 10 août 2020) | Chantal Cottereau  | UDI       | Contrôleuse de gestion Conseillère générale de Luneray (2015 → . Vice-présidente de la CC de Varenne et Scie ( ? → 2016) Vice-présidente de la CC Terroir de Caux (2017 → ) Réélue pour le mandat 2020-2026 , |

## Démographie
L'évolution du nombre d'habitants est connue à travers les recensements de la population effectués dans la commune depuis 1793. Pour les communes de moins de 10 000 habitants, une enquête de recensement portant sur toute la population est réalisée tous les cinq ans, les populations de référence des années intermédiaires étant quant à elles estimées par interpolation ou extrapolation. Pour la commune, le premier recensement exhaustif entrant dans le cadre du nouveau dispositif a été réalisé en 2006.

En 2022, la commune comptait 385 habitants, en évolution de +11,92 % par rapport à 2016 (Seine-Maritime : +0,35 %, France hors Mayotte : +2,11 %).
| 1793 | 1800 | 1806 | 1821 | 1831 | 1836 | 1841 | 1846 | 1851 |
| ---- | ---- | ---- | ---- | ---- | ---- | ---- | ---- | ---- |
| 269  | 234  | 247  | 306  | 307  | 273  | 329  | 325  | 297  |

| 1856 | 1861 | 1866 | 1872 | 1876 | 1881 | 1886 | 1891 | 1896 |
| ---- | ---- | ---- | ---- | ---- | ---- | ---- | ---- | ---- |
| 318  | 301  | 293  | 203  | 249  | 256  | 244  | 235  | 210  |

| 1901 | 1906 | 1911 | 1921 | 1926 | 1931 | 1936 | 1946 | 1954 |
| ---- | ---- | ---- | ---- | ---- | ---- | ---- | ---- | ---- |
| 200  | 213  | 185  | 222  | 241  | 267  | 218  | 243  | 260  |

| 1962 | 1968 | 1975 | 1982 | 1990 | 1999 | 2006 | 2011 | 2016 |
| ---- | ---- | ---- | ---- | ---- | ---- | ---- | ---- | ---- |
| 273  | 244  | 204  | 258  | 283  | 280  | 317  | 316  | 344  |

| 2021 | 2022 | - | - | - | - | - | - | - |
| ---- | ---- | - | - | - | - | - | - | - |
| 374  | 385  | - | - | - | - | - | - | - |

## Culture locale et patrimoine

### Lieux et monuments
- Église Notre-Dame[28], XIe et XIXe siècles.
- Point de vue sur la vallée de la Varenne.

### Personnalités liées à la commune
- Charles de Médine (1736-1819), seigneur de Bois-Robert, vice-amiral de France, grand-croix de l'ordre royal et militaire de Saint-Louis

### Héraldique
| Armes de Le Bois-Robert | Les armes de la commune de Le Bois-Robert se blasonnent ainsi : Parti ployé vers dextre : au 1er de sinople à la fibule franque d’or en pal surmontée d’une perle d’argent déportée vers senestre, au 2e d’or au bouquet d’arbres de sinople sur une terrasse alésée du même. Création Denis Joulain. Adopté en février 2012. |